# Traduction littérale
La traduction littérale, la traduction directe ou la traduction mot à mot est la traduction d'un texte d'une langue à une autre, un mot à la fois (en latin : verbum pro verbo). Cette approche, qui cherche à « coller » au texte original, fait toutefois courir le risque d’ignorer des éléments sémantiques importants tels que le contexte ou la polysémie des mots, ce qui peut donner lieu à des erreurs de transcription voire à des contre-sens.

## Recherche de fidélité
Dans le cas des textes sacrés, il y a eu des tentatives de traductions littérales par souci d'authenticité et de fidélité aux textes originaux. C'est par exemple le cas de la traduction littérale de la Bible vers l'anglais à partir des textes originaux hébreux et grecs publiée en 1862 par le bibliste autodidacte écossais Robert Young (en) (1822–1888). Robert Young l'écrit d'ailleurs dans sa préface : "La Parole de Dieu est rendue caduque par les traditions des hommes."

## Traduction automatique
Les premières traductions automatiques (du moins à partir de 1962) étaient connues pour ce type de traduction car elles utilisaient simplement une base de données de mots et leurs traductions. Plus tard, on a essayé d'utiliser des expressions communes, ce qui a permis d'améliorer la structure grammaticale et la saisie des expressions idiomatiques, mais avec de nombreux mots laissés dans la langue originale. Pour la traduction de langues synthétiques, un analyseur morphosyntaxique et un synthétiseur sont nécessaires.
Les meilleurs systèmes utilisent aujourd'hui une combinaison des technologies ci-dessus et appliquent des algorithmes pour corriger le son "naturel" de la traduction. En fin de compte, les agences de traduction professionnelles qui utilisent la traduction automatique l'utilisent comme outil pour créer une traduction approximative qui est ensuite modifiée par un traducteur humain et professionnel.
On parle alors de traduction assistée par ordinateur.